# Oranjewijk (Leeuwarden)
Oranjewijk is een buurt in Leeuwarden, in de Nederlandse provincie Friesland.
De buurt lag tot 2018 in de wijk Oranjewijk & Tulpenburg. De buurt ligt sindsdien in de wijk Potmargezone en bestaat voornamelijk uit particuliere woningbouw in de vorm van laagbouw, appartementen en kantoorgebouwen. Er bevindt zich een speeltuin in het Oranje Nassaupark, geëxploiteerd door een speeltuinvereniging. Tevens is er een buurthuis.